# Plac Ciesielski we Wrocławiu
Plac Ciesielski – plac położony we Wrocławiu na Złotnikach, w ramach osiedla Leśnica. Obejmuje drogę gminną o długości 183 m oraz zieleniec. Plac ma powierzchnię 2502 m² i kształt w rzucie poziomym zbliżony do trójkąta. Droga przypisana do placu łączy ulicę Wielkopolską z ulicą Rajską.

## Historia
Historia ukształtowania placu wiąże się z koncepcją budowy rentierskiego osiedla Złotniki-Żerniki (niem. Goldschmieden-Neukrich). Początkowo projekt obejmował duży obszar około 350 ha, który miał być zagospodarowany na osiedle hipoteczne, w którym przewidywano budowę 750 domów oraz wyznaczenie parcel ogrodniczych. Autorem koncepcji był Ernst May, którą stworzył w powiązaniu z koncepcjami unwinowskimi (Hampstaed). Ówcześnie pracował on w spółce Schlesische Landgesellschaft nastawionej na wspieranie budowy osiedli wiejskich, przedmiejskich i miejskich. Później powstała spółka Schlesisches Heim nastawiona na osiedla przedmiejskie i miejskie dla robotników oraz drobnych urzędników. Z wielu względów nie udało się zrealizować całości, a pierwotny projekt zmieniono i uproszczono w 1920 r.. Obejmował on obszar po obu stronach ulicy Rajskiej, od współczesnego placu Kaliskiego do ulicy Kamiennogórskiej, pomiędzy dzisiejszą ulicą Kosmonautów a ulicą Wielkopolską. Cały opracowany układ osiedla odpowiadał najbardziej zalecanemu przez Ernesta Maya układowi opartemu na tzw. osiedlu z błoniem, w którym leżąca na uboczu głównej drogi komunikacyjnej (współczesna ulica Kosmonautów) zabudowa miała zapewnione dogodne połączenie wewnętrzną osią komunikacyjną oraz dostęp do otwartego terenu zielonego – błonia, namiastki dawnego nawsia – wokół którego skupiała się zabudowa, bądź mieszkalna, bądź inna (kościół, sklep, usługi itp.) i która zapewniała miejsce spotkań mieszkańcom, miejsce zabaw dla dzieci itp.. W ramach uproszczonego projektu, a w tym fragmencie zgodnego z projektem pierwotnym, ukształtowano między innymi dzisiejszy plac Ciesielski w formie trójkątnego błonia. Przy placu powstała w 1920 r. zabudowa zgodna z koncepcją taniego budownictwa mieszkaniowego, typizowanego, z katalogu opracowanego w ramach projektu domu pierwszej potrzeby, mieszkania minimum, Notheim. Objęła ona domy z katalogu grupy II typu 10, które zaproponowano do realizacji po raz pierwszy właśnie przy placu Ciesielskim. Były to najmniejsze domy kryzysowe typu holenderskiego. Ich rozmieszczenie wzdłuż biegnącej po łuku drogi, w ramach południowo-wschodniej pierzei odzwierciedlało formę, utworzonego przez autora, Ernesta Maya, wariantu zapożyczonego z angielskich miast – ogrodów, elementów planistycznych znanych z Royal Crescent w Bath – pseudocrescent. Wariant ten polegał na wachlarzowatym rozmieszczeniu jednorodnych domów wzdłuż drogi biegnącej po łuku zwróconych ku otwartej przestrzeni zielonej (plac Ciesielski 4-11, ulica Rajska 34-36). Został on zastosowany także w innych układach całej koncepcji: plac Kaliski, skrzyżowanie z ulicą Złotnicką. W ramach przedmiotowej inwestycji powstały 94 domy przy ulicy Rajskiej i placach z nią powiązanych (plac Ciesielski, plac Kaliski).
Obszar miasta, na którym położona jest ulica, należy obecnie do osiedla Leśnica, w obręb którego włączone są obecnie Złotniki. Do 1928 r. Złotniki stanowiły odrębną wieś. W tym właśnie roku zostały włączone w granice miasta. Przy placu mieścił się zakład mistrza ciesielskiego Herberta Fischera, pod adresem Zimmerplatz 10.

## Nazwy
W swojej historii plac nosił następujące nazwy:
- Zimmerplatz, do 1946 r.[24]
- Ciesielski, od 1946 r.[1][24].

Przy placu pod numerem 10 mieścił się zakład ciesielski. Współczesna nazwa ulicy została nadana przez Zarząd Miejski i ogłoszona w okólniku nr 33 z 15.05.1946 r..

## Układ drogowy
Do placu przypisana jest droga gminna nr 105957D o długości 183 m, klasy drogi dojazdowej. Droga biegnie od ulicy Wielkopolskiej jako jednojezdniowa, dalej rozdziela się i biegnie po łuku ku ulicy Rajskiej. Jezdnia od ulicy Rajskiej zachowuje przebieg prostoliniowy. Powierzchnia działki, na której położony jest plac (drogi, zieleniec) wynosi 2502 m². Drogi w tym rejonie położone są w strefie zamieszkania z ograniczeniem prędkości jazdy do 20 km/h. Droga przypisana do placu łączy ulicę Wielkopolską z ulicą Rajską.

## Zabudowa i zagospodarowanie
Plac obejmuje zieleniec otoczony jezdniami przypisanymi do placu oraz ulicą Rajską o kształcie w rzucie prostokątnym zbliżonym do trójkąta. Na nim postawiona jest kapliczka przydrożna – krzyż pamiątkowy przesiedleńców ze Lwowa. Zachodnia pierzeje to domy mieszkalne jednorodzinne i bliźniacze pod numerami 1 (oraz ulica Rajska 32) i 2-3. Pomiędzy posesjami znajduje się urządzony teren zielony (skwer) o powierzchni 2527 m² oraz droga biegnąca do kościoła. Pierzeja wschodnia i południowa to również zabudowa jednorodzinna i bliźniacza obejmująca posesje o numerach 4-5, 6-7, 8-9, 10-11, a dalej przy ul. Rajskiej 34-36. Północna strona placu to także zabudowa jednorodzinna i bliźniacza przy ulicy Rajskiej 37-39 i 41-43 z przejściem pomiędzy tymi posesjami w kierunku północnym.
Plac zlokalizowany jest w obszarze położonym na wysokości bezwzględnej pomiędzy 117 a 118 m n.p.m.. Objęty jest rejonem statystycznym nr 930250, na którym występuje gęstość zaludnienia 3749 ludz./km², przy 2536 osobach zameldowanych w tym rejonie (stan na 31.12.2018 r.).

## Ochrona i zabytki
Przy ulicy i w najbliższym sąsiedztwie znajdują się następujące zabytki:
| obiekt, położenie                        | powstanie, nr rej.          | foto |
| ---------------------------------------- | --------------------------- | ---- |
| strona zachodnia                         |                             |      |
| Budynek mieszkalny plac Ciesielski 2-3   | lata 20. XX wieku gez, mpzp |      |
| strona południowo-wschodnia              |                             |      |
| Budynek mieszkalny plac Ciesielski 4-5   | lata 20. XX wieku gez, mpzp |      |
| Budynek mieszkalny plac Ciesielski 6-7   | lata 20. XX wieku gez, mpzp |      |
| Budynek mieszkalny plac Ciesielski 8-9   | lata 20. XX wieku gez, mpzp |      |
| Budynek mieszkalny plac Ciesielski 10-11 | lata 20. XX wieku gez, mpzp |      |
| Budynek mieszkalny ulica Rajska 34-36    | lata 20. XX wieku gez, mpzp |      |
| strona północna                          |                             |      |
| Budynek mieszkalny ulica Rajska 37-39    | lata 20. XX wieku gez, mpzp |      |
| Budynek mieszkalny ulica Rajska 41-43    | lata 20. XX wieku gez, mpzp |      |

Teren ten leży w strefie dziedzictwa kulturowego, archeologicznej strefie ochrony konserwatorskiej, strefie ścisłej ochrony konserwatorskiej. Ochronie podlegają również historyczne elementy małej architektury zlokalizowane na placu, jak również układ urbanistyczny osiedla Złotniki, przy czym w szczególności wskazuje się na konieczność ochrony ocalałej zabudowy z 1920 r. i jej układu przestrzennego.